# Solanum lycocarpum
Solanum lycocarpum är en växt i familjen potatisväxter vilken förekommer på savann i Brasilien. Växten har ett buskliknande utseende och blir oftast 1,2 till 3 meter hög.
Blommorna påminner med sin blå eller violett färg om besksötans blommor som tillhör samma släkte. De stora frukterna når en diameter upp till 13 cm och har en gyllne färg, ibland med röda skuggor. De kan beskrivas som en blandning av tomat och aubergine.
Arten hittas vanligen på ställen med fuktig lera, mycket solljus och milda temperaturer.
På portugisiska och engelska kallas den (översatt) för "vargäpple" eller "vargfrukt" då frukterna utgör en huvudfödokälla för manvargen. Enligt studier består dess diet upp till 61,5% av frukten.
Frukten konsumeras även av människan. Den används av den lokala befolkningen för sylt men de omogna frukterna innehåller mycket tannin. Liksom hos flera andra potatisväxter är de flesta andra växtdelar giftiga.
Frukter av Solanum lycocarpum används förekommer inom folkmedicin som botemedel mot diabetes men det finns inga vetenskapliga studier som påvisat någon medicinsk verkan.

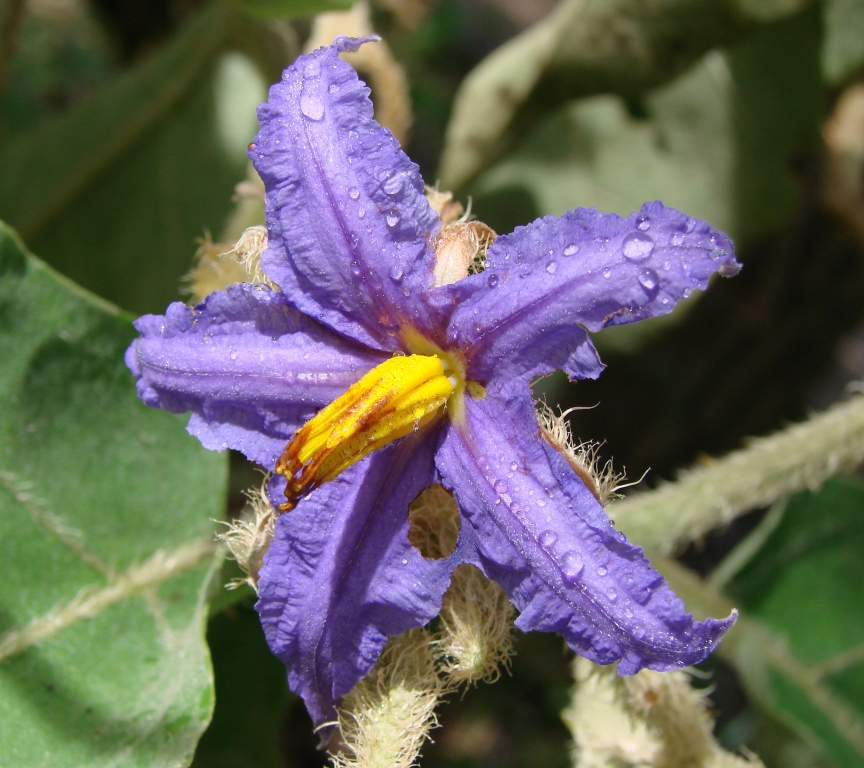
Blomma
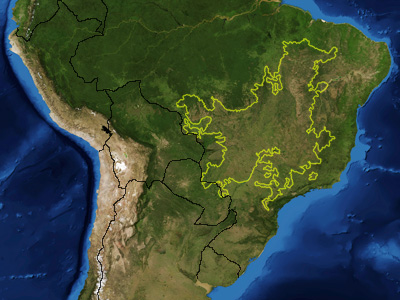
Regionen där arten är vanligast